# Євстратій Постник

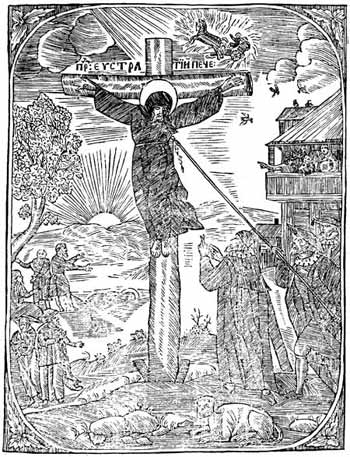
Євстратій Постник був розіп'ятий кримським юдеєм на Великдень 1097 року в Херсонесі

Євстратій Постник (?, Київ — † 1097 р., Херсонес, Крим) — давньоруський святий, чернець Печерського монастиря. Преподобномученик. Пам'ять 11 жовтня і 10 квітня.
За легендою народився у Києві, походив із знатної родини. Роздавши своє майно, вступив ченцем до обителі прп. Антонія. Під час нападу на Печерський монастир половецького хана Боняка 20 липня 1096 р. потрапив у полон і був проданий юдею до Корсуня у Крим. Серед побратимів-християн Євстратій проповідував стійкість у вірі і закликав не боятися мучеництва, нагадуючи про обіцяне Христом вічне життя. За опір своєму поневолювачу, непохитність у вірі і проповідь мучеництва серед інших бранців, був розп'ятий на хресті на Великдень 1097 р. Висячи на хресті, мученик залишався живим ще 15 днів. Перед кончиною він передрік близьку загибель свого мучителя-юдея, що незабаром і сталося. Тіло Євстратія кинули в море, але за легендою вода перенесла його через пороги і донесла до самого Печерського монастиря.

В акафісті всім Печерським преподобним про нього сказано: 
|  | «Радуйся, Євстратіє, добрий мученику і постнику, ти Христу у стражданнях уподібнився; радуйся, бо ти всі рани Господа на тілі своєму носив. |

Мощі його спочивають у Ближніх печерах, поряд з мощами Нестора Літописця.